# Tom Darling
Tom Darling, född den 4 maj 1958, är en amerikansk roddare.
Han tog OS-silver i åtta med styrman i samband med de olympiska roddtävlingarna 1984 i Los Angeles.